# Nexus 7 (2012)

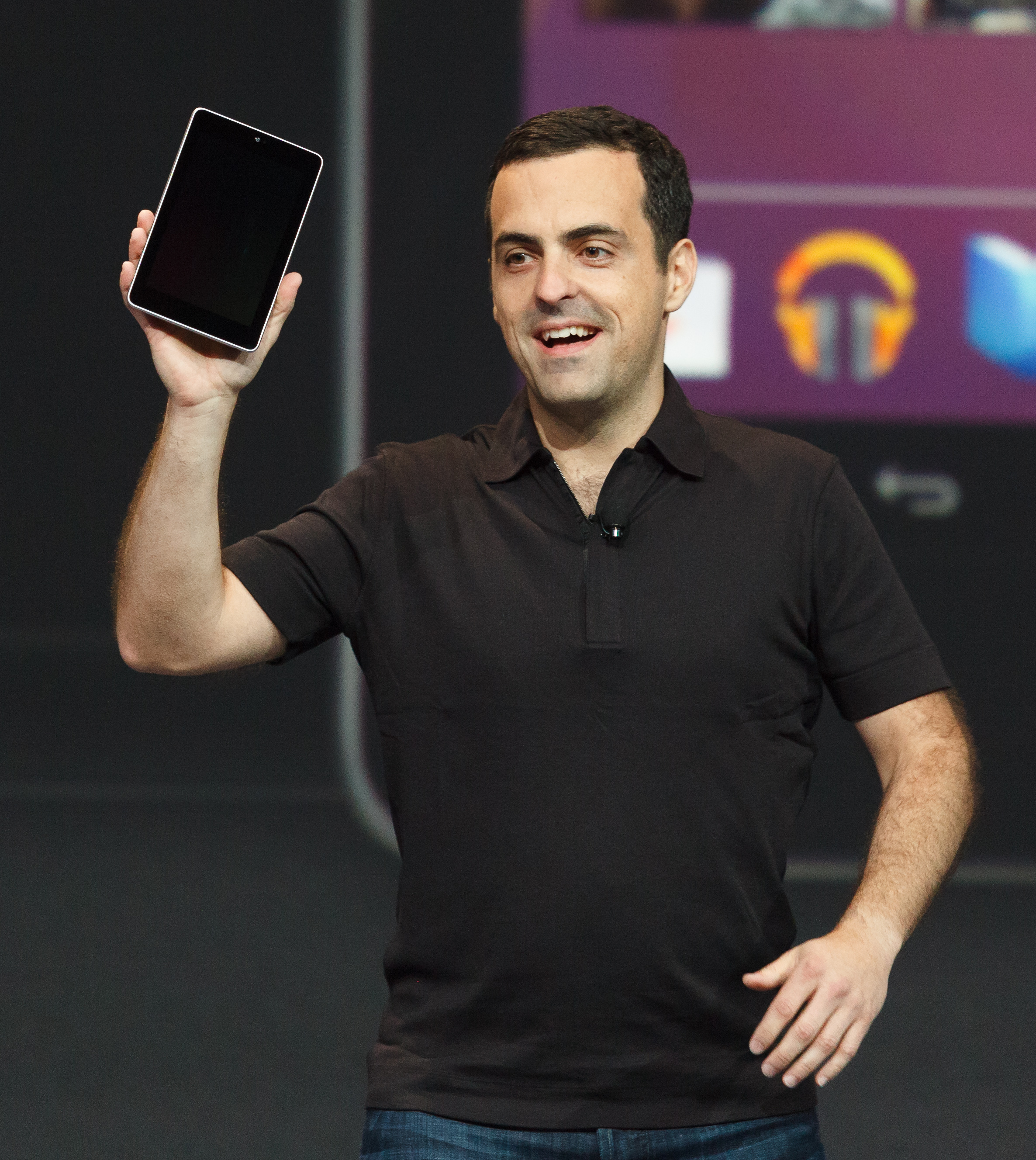
Hugo Barra montre leur nouvelle tablette le 27 juin 2012.

Nexus 7 est une tablette tactile tournant sur Android 5.1 « Lollipop » développée par Google et produite par Asus. Il s'agit de la première tablette Nexus.

## Description
Elle coûtait, en 2012, 199 € toutes taxes comprises dans sa version 16 Go et 249 € toutes taxes comprises pour la version 32 Go. Elle a été dévoilée à la conférence Google I/O 2012 pour une distribution aux États-Unis, au Royaume-Uni, au Canada et en Australie, puis en France depuis septembre 2012. Elle, et le smartphone Samsung Galaxy Nexus, ont été les premiers appareils Android du marché à bénéficier d'une mise à jour système officielle vers la version 4.1 d'Android, dite « Jelly Bean ».
Elle est équipée d'un écran 7 " (17,8 cm) de définition 1 280 × 800 px et embarque un capteur vidéo/photo frontal de 1,2 Mpx ainsi que des circuits Wi-Fi b/g/n, Bluetooth V3.0, GPS, une puce NFC et un port Micro-USB qui n'est pas compatible MHL ou OTG nativement.

## Développement
Dans une interview de décembre 2011, Eric Schmidt confirma que sa société Google annoncerait une tablette dans les six prochains mois, en raison de la concurrence accrue entre l'entreprise et Apple. Même si Schmidt n'en parla pas, il a été sous entendu que cette tablette ferait partie de la gamme Nexus. Comme l'a indiqué Benjamin Yeh, directeur des marchés anglais et nordiques chez Asus, l'idée de la Nexus 7 est apparue au CES en janvier 2012 durant un entretien entre les dirigeants d'Asus et de Google. Asus a été chargé de construire un appareil dans les quatre mois qui pourrait coûter 200 dollars américains. Google a voulu qu'elle soit « rapide, pas cher et bonne ». 
Le président d'Asus Jonney Shih a dit que Google « posait beaucoup de questions » et que « Nos ingénieurs m'ont dit que c'était comme de la torture ». Pour travailler sur ce projet, dont le nom de code est Projet A-Team selon Asus, la société a envoyé une équipe de design dans les locaux de Google à Mountain View (Californie), pendant que Google envoya sept ingénieurs chez Asus. Avoir des employés travaillant près des bureaux de Google a permis à l'équipe d'ingénieurs d'avoir un cycle de développement de 24 heures, mais Shih a été obligé de rajouter 40 personnes à ce projet pour répondre aux demandes de Google.

## Réception
Dans un test réalisé en août 2012, le site web Les numériques considère que c'est la meilleure tablette parmi celles disposant d'une taille d'écran de 7 pouces, la qualifiant de « détonante ». Le journal du geek trouve le rapport qualité/prix défiant toute concurrence, la gratifiant de la mention top jdg

## Mises à jour
Comme pour tout terminal Nexus, les mises à jour logicielles de la Nexus 7 s'effectuent directement en OTA (Over The Air).
- La version d'Android 4.1 est la version d'origine sur la tablette et a reçu deux mises à jour, l'une en juillet et l'autre en octobre 2012.
- La version d'Android 4.2 a été déployée en novembre 2012. Et a reçu deux mises à jour, l'une en novembre 2012 et l'autre février 2013.
- La version d'Android 4.3 a été déployée en juillet 2013. Ne reçoit qu'une mise à jour en octobre 2013.
- La version d'Android 4.4 a été déployée en novembre 2013. Ce fut le tour en juin 2014 de la mise à jour 4.4.4.
- La version d'Android 5.0 a été déployée en novembre 2014, il faudra attendre plusieurs mois pour qu'elle arrive sur la version GSM.
- La version d'Android 5.1 a été déployée le 12 mars 2015.

La dernière version d'Android disponible officiellement pour la Nexus 7 est la 5.1.1 sortie le 21 avril 2015. Google ne maintient plus la tablette à jour depuis la version 6.0 d'Android.

## Dock
La Nexus 7 peut être accompagnée de son dock officiel (en supplément), fabriqué par Asus. Il permet de maintenir la tablette à la verticale afin d'apporter un meilleur confort lors du visionnage de vidéos. Le dock peut être alimenté via un connecteur micro USB afin de permettre le rechargement de la tablette. Une sortie jack 3,5 mm est également présente afin de relier la Nexus 7 à des enceintes.

## Versions
Le 29 octobre 2012, Google dévoile deux nouvelles versions de la tablette Nexus 7 :
- Une version 32 Go à 249 € ;
- Une version 32 Go + HSPA+ à 299 € ;
- La version 16 Go passe de 249 € à 199 € ;
- La version 8 Go disparaît du Play Store.

La Nexus 7 fait partie de la gamme Nexus de 2012 dénommée suivant la taille de l'écran, qui inclut le smartphone de LG Nexus 4 ou Nexus 5 et la tablette de Samsung Nexus 10.
Le 31 juillet 2013, une seconde version de la célèbre tablette est commercialisée aux États-Unis avec les caractéristiques suivantes :
- écran HD IPS 1080p de 7,02" (1920 × 1200) 323 ppp
- processeur Qualcomm Snapdragon S4 Pro, 1,5 GHz
- processeur graphique Adreno 320, 400 MHz
- batterie 3 950 mAh jusqu'à 9 h d'autonomie
- haut-parleurs stéréo
- dimensions : 114 × 200 × 8,65 mm
- poids : 290 g
- 3 versions :
  - 16 GB wifi à 229 $
  - 32 GB wifi à 269 $
  - 32 GB Wi-Fi, LTE, HSPA+ à 349 $

Elle sera commercialisée dans les semaines suivantes en France.